# Treri
Treri (starogrško Τρηροι, Τρηρες, latinizirano: Trēroi, Trēres, latinsko Treri, Treres) so bili tračansko pleme. 

## Treri v Trakiji
Treri so živeli v severozahodni Trakiji v pokrajini Serdika, kjer je danes bolgarska prestolnica Sofija. Trere iz Serdike so kasneje med svojo selitvijo proti vzhodu asimilirali Tribali in so nato izginili iz zgodovine.

## Treri v Anatoliji
Neznano kdaj  v 7. stoletju pr. n. št. je del Trerov čez Traški Bospor  vdrl v Anatolijo. Treri so se do poznega 7. stoletja pr. n. št. skupaj s Kimerci selili po zahodni Aziji.
Leta 637 pr. n. št. so Treri pod svojim kraljem Kobosom (starogrško Κωβος, Kobos, latinsko Cobus) in v zavezništvu s Kimerci in Likijci v sedmem letu vladavine lidijskega kralja Ardija napadli anatolsko kraljestvo Lidijo. Premagali so Lidijce in zavzeli njihovo prestolnico Sarde, razen citadele. Ardis je bil v tem napadu morda ubit. V drugem kimerskem napadu na Lidijo leta 635 pr. n. št. je bil morda ubit tudi Ardijev sin in naslednik Sadiat.
Kmalu po letu 635 pr. n. št. so s privolitvijo lidijskega zaveznika Novoasirskega cesarstva in v zavezništvu z Lidijci v Anatolijo vdrli Skiti pod svojim kraljem Madijem. Skiti so premagali Kimerce in izgnali Trere iz Anatolije. Kimerci niso bili več dovolj močni, da bi ogrožali Novoasirsko cesarstvo, Skiti pa so utrdili svojo oblast v Anatoliji, dokler jih niso v 600. pr. n. št. premagali Medijci.
Strabon pripisuje zasluge za izgon Trerov iz Anatolije in poraz Kimercev združeni lidijski vojski, medtem ko Herodot iz Halikarnasa in Polienej zasluge pripisujeta lidijskemu kralju Aliatu II.